# 牧御堂町
牧御堂町（まきみどうちょう）は、愛知県岡崎市の町名。7の小字が設置されている。

## 地理
岡崎市南西部に位置し、東は井内町、西は赤渋町、南は土井町、北は法性寺町に接する。

### 小字
- 油田（あぶらでん）
- 郷中（ごうなか）
- 郷前（ごうまえ）
- 炭焼（すみやき）
- 花辺（はなべ）
- 水洗（みずあらい）
- 溝畔（みぞぐろ）

## 世帯数と人口
2022年（令和4年）3月1日現在の世帯数と人口は以下の通りである。
| 町丁     | 世帯数  | 人口    |
| -------- | ------- | ------- |
| 牧御堂町 | 970世帯 | 2,158人 |

## 学区
市立小・中学校に通う場合、学区は以下の通りとなる。また、公立高等学校に通う場合の学区は以下の通りとなる。
| 番・番地等 | 小学校                   | 中学校                 | 高等学校普通科 |
| ---------- | ------------------------ | ---------------------- | -------------- |
| 全域       | 岡崎市立六ツ美北部小学校 | 岡崎市立六ツ美北中学校 | 三河学区       |

## 歴史
碧海郡牧御堂村を前身とする。真薦堂、万喜御堂とも表記された。

### 町名の由来
かつて当地にあった薬師堂の通称名による。

### 沿革
- 1889年（明治22年）10月1日 - 町村制施行・合併に伴い、碧海郡糟海村大字牧御堂となる[8]。
- 1906年（明治39年）5月1日 - 合併に伴い、六ツ美村大字牧御堂となる[9]。
- 1958年（昭和33年）10月15日 - 町制施行に伴い、六ツ美町大字牧御堂となる[9]。
- 1962年（昭和37年）10月15日 - 岡崎市へ編入し、同市牧御堂町となる[9]。

## 施設

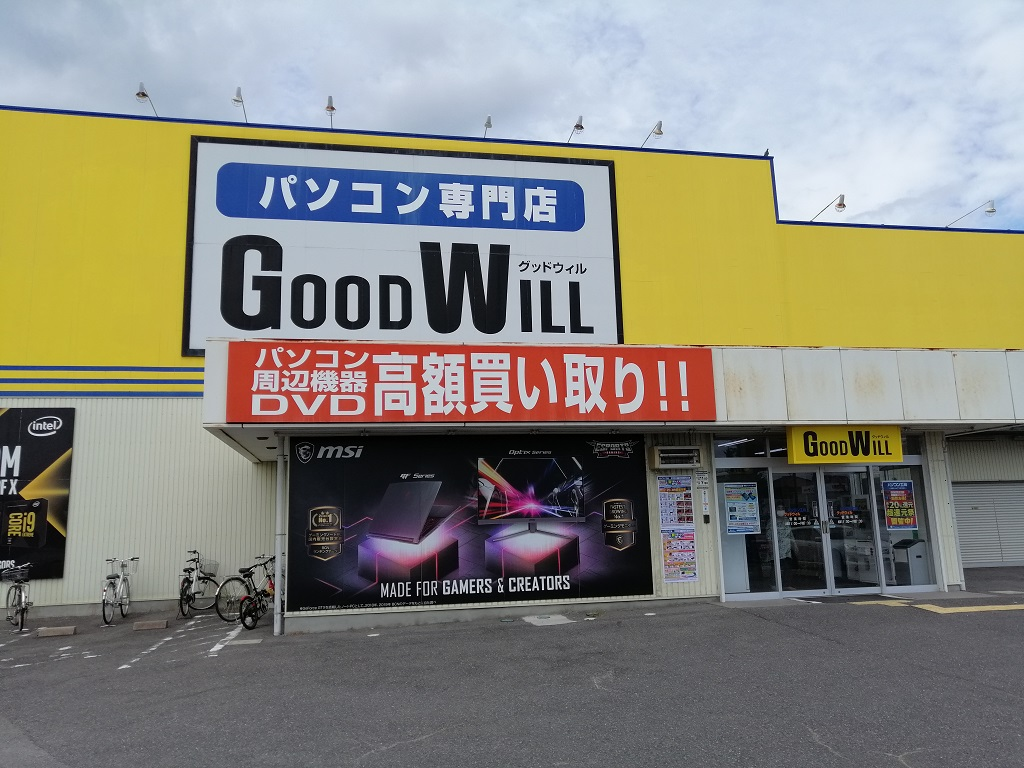
パソコン工房グッドウィル 岡崎店

- 買取王国岡崎南店
- TSUTAYA牧御堂店
- ヤマト運輸岡崎牧御堂営業所
- 岡崎南動物病院まきみどう院
- 名宝岡崎店
- ヤクルト六ツ美センター
- 大漁亭岡崎南店
- 七輪焼肉 安安 牧御堂店
- スギドラッグ牧御堂店
- Ｖ-ドラッグ岡崎牧御堂店
- ミサキ自動車
- 三河日産自動車
- 愛知スズキ販売スズキアリーナ岡崎南
- ファッションセンターしまむら牧御堂店
- おかしカンパニー岡崎店
- イズモホール六ツ美
- 第一興商岡崎営業所
- 鎌倉文庫岡崎南店
- パソコン工房グッドウィル岡崎店
- アイセイ薬局牧御堂店
- ファミリーマート岡崎牧御堂店
- セブンイレブン岡崎牧御堂町店
- ローソンストア100岡崎牧御堂店
- 萬圓屋
- 牧御堂ごはん処 幸㐂(こうき)
- カレーハウスココ壱番屋岡崎牧御堂店
- すき家岡崎牧御堂店
- 岡崎警察署 牧御堂交番
- 牧御堂町公民館
- オカリョウ
- 明光義塾岡崎牧御堂教室
- 永空寺

## 交通
- 愛知県道293号桜井岡崎線

## その他

### 日本郵便
- 郵便番号 : 444-0205[2]（集配局：岡崎郵便局[10]）。